# Boris Stukalin
Boris Iwanowicz Stukalin (ros. Борис Иванович Стукалин, ur. 4 maja 1923 we wsi Czupowka w guberni tambowskiej, zm. 28 lipca 2004 w Moskwie) – radziecki polityk, działacz partyjny, dyplomata.   

## Życiorys
Od marca 1940 do września 1941 pracował w redakcji gazety "Nowaja żyzń" w Ostrogożsku, od września 1941 do stycznia 1942 kursant Wojskowej Szkoły Radiospecjalistów w Woroneżu i Nowosybirsku, później jako specjalista łączności radiowej walczył w szeregach Armii Czerwonej pod Moskwą, na Białorusi, w Polsce i Prusach Wschodnich, następnie w operacji berlińskiej. Od 1943 członek WKP(b), po demobilizacji w lipcu 1946 pracował jako propagandzista w rejonowym komitecie partyjnym w Ostrogożsku, a od grudnia 1948 do marca 1952 w redakcji rejonowej gazety, 1950 zaocznie ukończył Woroneski Instytut Pedagogiczny. Od marca 1952 do września 1960 redaktor gazety "Mołodoj kommunar" i "Kommuna" w Woroneżu, od września 1960 do kwietnia 1961 instruktor Wydziału Propagandy i Agitacji KC KPZR ds. RFSRR, od kwietnia 1961 do sierpnia 1963 kierownik Sektora Prasy, Radia i Telewizji Wydziału Propagandy i Agitacji KC KPZR ds. RFSRR. Od 27 sierpnia 1963 do grudnia 1965 przewodniczący Państwowego Komitetu Rady Ministrów RFSRR ds. Prasy, od grudnia 1965 do lipca 1970 zastępca i I zastępca redaktora gazety "Prawda", od lipca 1970 do 1 sierpnia 1972 przewodniczący Komitetu ds. Prasy przy Radzie Ministrów ZSRR. Od 1 sierpnia 1972 do 6 grudnia 1982 przewodniczący Państwowego Komitetu Rady Ministrów ZSRR ds. Wydawnictw, Poligrafii i Handlu Książkami, od grudnia 1982 do 5 lipca 1985 kierownik Wydziału Propagandy i Agitacji KC KPZR, od 19 lipca 1985 do 8 czerwca 1990 ambasador nadzwyczajny i pełnomocny ZSRR na Węgrzech, następnie na emeryturze. 1971-1989 deputowany do Rady Najwyższej ZSRR od 8 do 11 kadencji.

## Odznaczenia
- Order Lenina (dwukrotnie)
- Order Czerwonego Sztandaru Pracy
- Order Wojny Ojczyźnianej II klasy
- Order Przyjaźni Narodów
- Order „Znak Honoru”
- Medal „Za zasługi bojowe”
- Order Zasługi Polskiej Rzeczypospolitej Ludowej (Polska)
- Order Georgi Dimitrowa (Bułgaria)

I medale.